# Commodore Plus/4
Commodore Plus/4 je kućno računalo tvrtke Commodore International koje je predstavljeno tržištu 1984. Plus/4 u imenu referenca je na četiri aplikacije koje su bile zapisane u ROM-u: procesor riječi, tablični program, baza podataka i grafički program. Reklamna krilatica bila je Produktivno računalo s ugrađenim softverom ("the productivity computer with software built-in"). Commodore Plus/4 doživio je potpuni neuspjeh u SAD, dok u Europi je imao nešto uspjeha posebno u zemljama bivšeg istočnog bloka.

## Tehničke značajke
- Procesor: MOS 7501
- Takt: 1,77 (PAL) ili 1,79 MHz (NTSC)
- Memorija
  - RAM: 64 kB
  - ROM: 64 kB ugrađeni Commodore BASIC 3.5 te 4 programa (procesor riječi, tablični program, baza podataka i grafički program)
- Grafika: 
  - 160×200 u 121 boja, bez sprajtova
  - 320×200 u 121 boja, bez sprajtova
- Tipkovnica:
  - mehanička, 59 tipki, 4 funkcijske, 4 kursorske
- Ulazno/izlazni priključci: 
  - kazetofon (nekompatibilan s Commodoreom 64)
  - memorijski modul (nekompatibilan s Commodoreom 64)
  - igraće palice (nekompatibilan s Commodoreom 64)
  - serijski izlaz
  - korisnički priključak (za modeme i nestandardne uređaje, nekompatibilan s Commodoreom 64)
  - RF izlaz za TV prijamnik
  - kompozitni video izlaz (S-Video i mono zvuk)